# Celestus rozellae
Celestus rozellae är en ödleart som beskrevs av Smith 1942. Celestus rozellae ingår i släktet Celestus och familjen kopparödlor. IUCN kategoriserar arten globalt som nära hotad. Inga underarter finns listade i Catalogue of Life.